# 朴云峰
朴云峰（1947年12月—），朝鲜族，吉林和龙人，吉林大学第一医院消化内科主任，教授，博士生导师，中华医学会肝脏病学会委员，中华医师会消化病分会常委，国家自然科学基金评委，中华消化病及内窥镜学会长春分会副主任委员，吉林省中西医结合肝病学会副主任委员，《中华肝脏病杂志》、《临床肝胆病杂志》副主编。:54

## 早年生涯
1947年12月，朴云峰出生于吉林省和龙县头道镇，1958年随家人搬至龙井县。小学毕业后，他考入延吉县第二中学，后又考入重点高中延吉县第三中学。读高二期间，文化大革命爆发，他不得已在延吉县东盛公社海兰大队下乡，后参军入伍。在部队里，他曾因挽救一名战友的生命而立三等功。:312
1973年，朴云峰被获准复员进入长春白求恩医科大学学习，1977年毕业后在白求恩医科大学第一医院（吉林大学第一医院前身）从事临床与教学工作，历任住院医师、主治医师、副主任医师。:313:54

## 东京大学医学博士
1987年1月，朴云峰自费留学日本东京大学医学部。到日本的一年之后，他在《日本血液学会杂志》发表了他的首篇论文“对急性颗粒细胞性白血病的G-CSF与GM-CSF的生物学反应”。他的第二个研究课题“急性颗粒细胞白血病和淋巴肿瘤细胞膜中rhGM-CSF特殊受容体的结合以及增殖效果”获得了日本文部省自然科学基金3000万日元项目资金。他用3个多月的时间就完成了原计划3年完成的科研课题，并发现了高亲和与低亲和性两种受体，修正了医学界以往认为只有一种受体的错误观点。此后，东京大学把一个世界性难题“重组人粒细胞集刺激因子（rhG-CSF）的受体研究”作为他的下一个科研课题。但朴云峰通过刻苦攻关与大胆尝试最终在世界上首次发现白血病、肺癌、宫颈癌细胞膜的受容体。该成果后被发表在美国《癌症研究》期刊。1989年4月，他应邀在美国华盛顿参加了美国医学会的学术会议。1989年12月6日，朴云峰通过博士论文答辩，成为首位获得东京大学医学博士的中华人民共和国学者。:314-316:207-209

## 美国博士后与归国
完成博士学业后，朴云峰不顾日本科学厅科学振兴会优厚待遇的挽留，返回到白求恩医科大学第一医院。三年内，他先后发表了5篇有关'rhG-CSFQ'在急性粒细胞性白血病治疗理论与临床应用方面的论文。1993年，他在美国托马斯杰斐逊大学做了1年的博士后研究工作。期间，他用3个月就完成了应需要半年以上时间的科研课题，并又完成了其它3个重要课题。美国校方有意用高薪与绿卡挽留他。但他却选择回国。1994年3月21日，美洲《东亚日报》以“拒绝了绿卡诱惑回到中国的医学博士朴云峰教授”为题对此进行了报道。:316-317
1994年，朴云峰被白求恩医科大学第一医院破格晋升为教授、主任医师。回国后，他先后完成国家自然科学基金、卫生部出国归国人员启动基金、吉林省科学研究基金等科研课题。他的论文以白求恩医科大学教授的身份被发表在日本《癌症与化学疗法》、《生物学治疗》、美国《临床病理》等期刊上。:317